# Achém Central
Achém Central (indonésio: Aceh Tengah) é uma kabupaten (regência) da província de Achém, na Indonésia. A capital é a cidade de Takengon.